# Hirotada Ototake
Hirotada Ototake (乙武 洋匡, Ototake Hirotada) (乙武 洋匡 Ototake Hirotada) (Shinjuku, 6 de abril de 1976) é um Jornalista esportivo Japonês de Tóquio, Japão.
Nascido sem braços e pernas devido a uma doença genética chamada tetra-amelia síndrome, Ototake é famoso pelo seu livro publicado em 1998 No One's Perfect (五体不満足, Gotai fumanzoku) (五体不満足 Gotai fumanzoku) (ISBN 4770027648). Dentro de um ano da publicação, o livro tornou-se o terceiro livro mais vendido no Japão desde a II Guerra Mundial. Desde então, foi traduzido para o inglês.
Após a publicação de sua autobiografia, Ototake tornou-se um bem-sucedido jornalista esportivo. Em 2007, ele participou de um trabalho de uma escola primária (primeiro ao sexto ano) como professor na Suginami Dai-Yon Elementary School, em Tóquio. Ele estrelou em 2013 um filme baseado nos acontecimentos de sua vida como professor, だいじょうぶ3組 (Daijoubu 3 gumi) Ninguém é Perfeito (título em inglês).
O Partido Liberal Democrático considerou convidar Ototake para concorrer as eleições como vereador em 2016. No entanto, em Março de 2016, o tablóide revista Shukan Shincho informou que Ototake teve relações com cinco mulheres desde o nascimento de seu filho mais velho, em 2008. Ototake reconheceu o fato e pediu desculpas por suas ações.